# Supercopa da França de 2023
O Trophée des Champions (francês) ou Supercopa da França de 2023 (português), foi a 48.ª edição da Supercopa da França, torneio organizado pela Ligue de Football Professionnel (LFP) desde 1949, que reúne, em jogo único, os campeões da Ligue 1 e Copa da França de Futebol da temporada anterior. Essa edição contou com o Paris Saint-Germain, de Ilha de França, campeão da Ligue 1 de 2022–23, e o Toulouse, de Occitânia, campeão da Copa da França de 2022–23. A partida foi apitada pelo árbitro francês Hakim Ben El Hadj.

## Antecedentes
A Supercopa da França de 2023 foi a quadragésima oitava edição desse torneio, que reúne os campeões da Ligue 1 e da Copa da França de Futebol. Organizado pela LFP, a primeira disputa - não-oficialmente - ocorreu em 1949, quando o Stade de Reims venceu o Racing Paris por 4–3. A primeira disputa oficial ocorreu em 1955, quando o Stade de Reims venceu o Lille por 7–1. Entretanto, o torneio durante esse período sofreu alguns hiatos entre 1974–84, 1987–94 e 1996.
Foi a décima sétima participação de Les Parisiens, sendo campeões em 11 oportunidades diferentes, sendo o primeiro na edição de 1995, onde venceram o Nantes nos pênaltis por 6–5 após um empate por 2–2. Por sua vez, o TFC classificou-se ao torneio pela segunda vez na história, pois em 1957 acabou perdendo para o Saint-Étienne por 2–1.
| Clubes              | Cidade   | Classificação                     | Participação (anteriores) |
| ------------------- | -------- | --------------------------------- | ------------------------- |
| Paris Saint-Germain | Paris    | Campeão da Ligue 1 2022–23        | 17.ª (última em 2022)     |
| Toulouse            | Toulouse | Campeão da Copa da França 2022–23 | 2.ª (1957)                |

## Pré-jogo

### Adiamento e escolha da sede

Parc des Princes, em Paris, foi escolhido como sede da partida.

A partida estava inicialmente marcada para acontecer no dia 5 de agosto de 2023, no Estádio Nacional Rajamangala em Banguecoque, Tailândia. Essa escolha foi então alvo de críticas devido ao impacto ecológico devido a longa viagem, pois a LFP havia anunciado em abril de 2023 um projeto para minimizar o impacto de carbono da competição; o que os críticos viram como uma tentativa de greenwashing. Em maio de 2023, o grupo Fresh Air Festival, que organizaria a partida, retirou-se oficialmente devido ao estado de saúde da filha do rei Rama X, levando ao cancelamento que deveria acontecer no inverno do país. Isso causou à LFP um prejuízo de 4 milhões de euros. No dia 5 de junho de 2023, Vincent Labrune, presidente da LFP, confirmou o cancelamento da partida na Tailândia, indicando que a competição ocorreria em janeiro do ano seguinte.
No dia 1° de dezembro, a LFP finalmente anunciou que a partida seria realizada no estádio Parc des Princes, em Paris, no dia 3 de janeiro de 2024. Essa decisão de jogar no estádio do PSG foi bastante criticada em Toulouse, com o treinador da equipe afirmando que o clube não estava satisfeito, além da principal torcida organizada do TFC, Indians Tolosa, decidirem boicotar a partida, denunciando a falta de justiça desportiva. Outra torcida organizada do clube, a Collectif Ultras Paris, também boicotaram criticando o preço dos ingressos.

### Arbitragem
No dia 2 de janeiro, a LFP divulgou a lista de arbitragem da partida: o árbitro escolhido foi o Hakim Ben El Hadj, enquanto os árbitros assistentes seriam Gwenaël Pasqualotti e Julien Aube. O quarto árbitro seria Mathieu Vernice, com os árbitros assistentes de vídeo sendo Benoît Millot e William Lavis.

### Desfalques
O Paris Saint-Germain veio para o confronto com quatro desfalques: Arnau Tenas, por lesão no ombro; Keylor Navas, por dores lombares; Fabián Ruiz, por luxação do ombro, e Nuno Mendes, por lesão na coxa. Outro desfalque era Ousmane Dembélé também por lesão na coxa, mas foi relacionado ao jogo. Enquanto isso, o Toulouse contava com três desfalques: Zakaria Aboukhlal, Oliver Zanden e Mikkel Desler.

## Partida

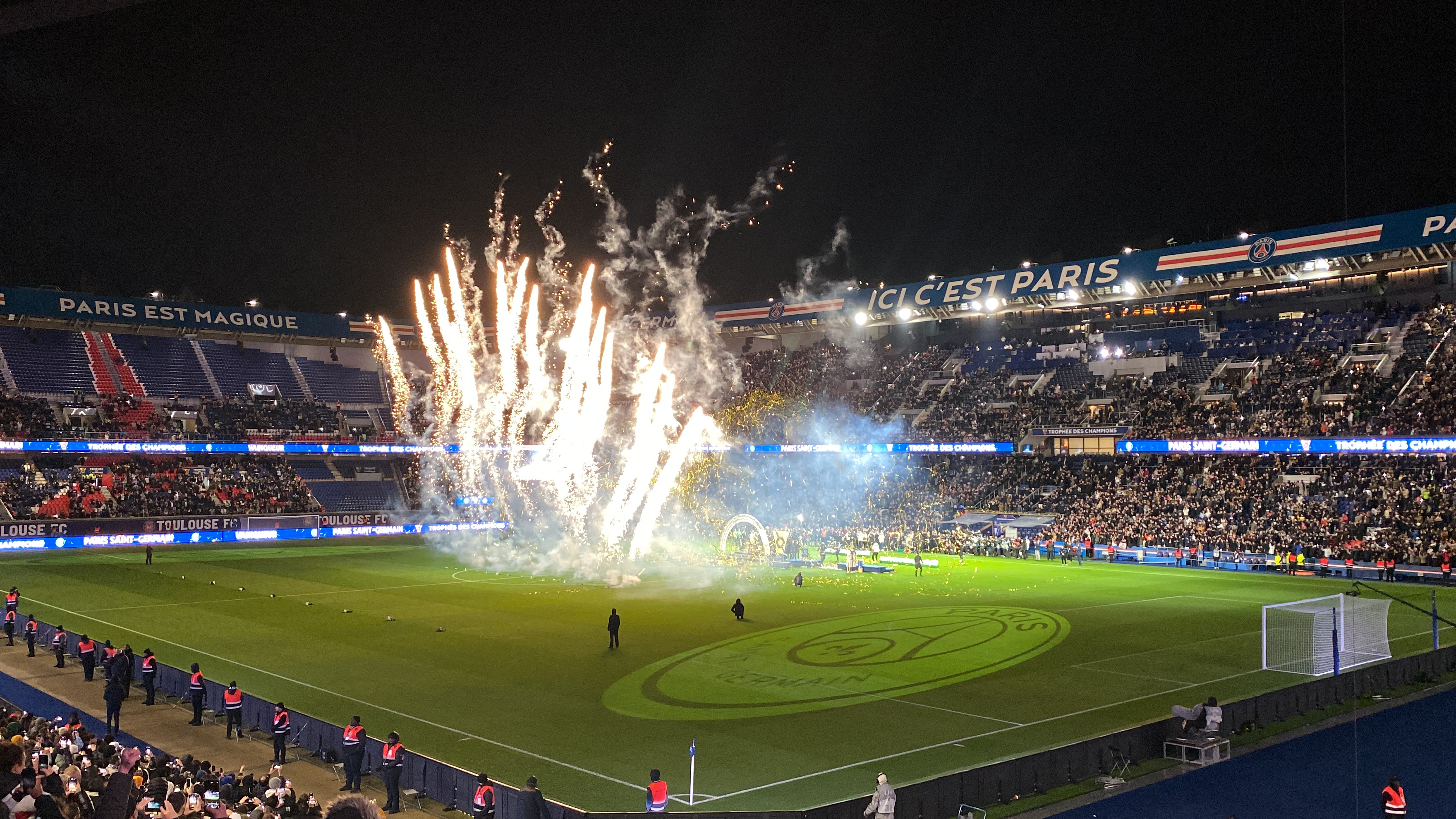
Fogos de artifícios sendo soltados após os jogadores do PSG levantarem o troféu.

### Detalhes
| 3 de janeiro de 2024 | Paris Saint-Germain       | 2–0       | Toulouse | Parc des Princes, Paris                    |
| 21:00                | Lee Kang-in 3' Mbappé 44' | Relatório |          | Público: 43 792 Árbitro: Hakim Ben El Hadj |